# 劉休茂
劉休茂（445年—461年5月15日），名不詳，字休茂，以字行，宋文帝劉义隆第十四子，母為蔡美人。休茂官至雍州刺史，但因年輕而未掌實權，因而對代行州事的庾深之等人存有怨恨，遂聽信張伯超而起兵反叛，但旋即被消滅，處斬。

## 生平
宋孝武帝孝建二年七月癸巳（455年8月2日），封海陵王，食邑二千户。大明二年四月甲午（458年5月19日），出任使持节、都督雍、梁、南秦、北秦四州、郢州之竟陵、随二郡诸军事、宁蛮校尉、北中郎将、雍州刺史。进号左将军，增邑一千户。後進左將軍，並增一千戶食邑。
劉休茂雖為雍州刺史，但上任時實歲才十三，故由司馬庾深之代行府事。不過，休茂為人急躁，想自己主事，長久怨恨庾深之以及典籤、齋帥等官屬的壓制。休茂身邊的親信張伯超亦因屢犯罪過而常遭呵責，由此就勸休茂起兵殺害深之等人，恃雍州遠離建康而據兵自守，甚至認為即使被朝廷鎮壓也能逃到北魏當個王。休茂聽從，大明五年四月丙午（5月15日）夜間就帶著張伯超等人率領夾轂隊在城內殺害典籤楊慶，接著出金城殺了庾深之及典籤戴雙。此後就召集軍隊，建牙誓師，傳檄當地，讓佐吏自行上車騎大將軍、開府儀同三司、加黃鉞官位；以張超之專掌軍政，共縱容他隨意操生殺之權。當時侍讀博士荀詵力諫被殺，曹萬期斬殺休茂失敗亦被殺。休茂隨後出城巡視軍營，遭諮議參軍沈暢之閉襄陽城門以作抵抗，休茂折返未能入城，但因得到義成太守薛繼考盡力進攻，攻破沈暢之防守而得以入城，將暢之及同謀數十人殺害。但當日，參軍尹玄慶又起兵討伐休茂，成功生擒他，將他推出中門斬首，享年十七歲。
休茂死後，母親蔡氏及王妃都自殺，同黨都被誅殺。襄陽城中陷入一片混亂，眾就推中兵參軍劉恭之行府州事。時薛繼考乘機就用兵威脅恭之，逼他上奏稱誅除休茂事是自己作的，並還都。不過事實真相不久就浮現，繼考被殺，恭之被捕，玄慶則獲任命為射聲校尉。有關部門上奏剝奪休茂一族宗籍，貶其姓留氏，孝武帝不實行，在襄陽安葬休茂。孝武帝又對庾深之、荀詵及曹萬期追贈官職。

## 延伸阅读
[在维基数据编辑]
 《宋書/卷79》，出自沈约《宋书》